# Анит (богиня)
Анит (также известна как Энит, Анант, Антит) — древнеегипетская богиня, которую изображали в виде женщины с головным убором, похожим на корону богини Месхенет. Эта богиня часто упоминалась в качестве супруги бога войны Монту.